# 浅井亨
浅井 亨（あさい とおる、1902年（明治35年）9月25日 - 1986年（昭和61年）4月16日）は、昭和期の歯科医師、政治家。参議院議員。

## 経歴
福井県福井市で生まれる。1928年（昭和3年）東京歯科医学専門学校（現東京歯科大学）を卒業し、さらに1946年（昭和21年）東京慈恵会医科大学を卒業。歯科医を開業した。
堺市議会議員に選出され2期在任した。1962年（昭和37年）7月の第6回参議院議員通常選挙に全国区から立候補して初当選。1968年（昭和43年）7月の第8回通常選挙に兵庫県地方区から公明党公認で立候補して再選され、参議院議員に連続2期在任した。この間、参議院法務委員長、同懲罰委員長などを務めた。
1974年（昭和49年）11月の秋の叙勲で勲二等に叙され、瑞宝章を受章する。
1986年（昭和61年）4月16日、死去した。83歳没。同月22日、特旨を以て位記を追賜され、死没日付をもって従四位に叙された。

## 親族
- 長男 浅井美幸（衆議院議員）[1]
- 孫　栗本功子、横谷浄香
- 曾孫　栗本慧